# Antibióticos glucopéptidos
Los antibióticos glucopéptidos o glicopéptidos son una clase de péptidos que contienen azúcares ligados a aminoácidos, como en la pared celular bacteriana. Se los utiliza como antibióticos: actúan inhibiendo la síntesis de peptidoglucano en un paso metabólico diferente y anterior a los agentes betalactámicos. Alteran la permeabilidad de membrana e inhiben la síntesis de ARN.
Se incluyen en este grupo:
- vancomicina
- teicoplanina
- Bleomicina
- telavancina
- ramoplanina

## Utilización
Los antibióticos glicopéptidos generalmente se reservan para el tratamiento de infecciones graves causadas por bacterias MRSA, Streptococcus o Enterococcus que son resistentes a betalactámicos y otros antibióticos.